# Казаново (Дубровський район)
Казаново (рос. Казаново) — присілок в Дубровському районі Брянської області Російської Федерації.
Населення становить 13 осіб. Входить до складу муніципального утворення Рековицьке сільське поселення.

## Історія
Від 2005 року входить до складу муніципального утворення Рековицьке сільське поселення.

## Населення
| 2010 | 2013 |
| ---- | ---- |
| 17   | ↘13  |